# Fácántánc

A Fácántánc Pintér Béla darabja, amelyet saját társulatának írt. A művet 2015. október 24-én mutatták be a budapesti Szkéné Színházban.

## Cselekmény
|  | Alább a cselekmény részletei következnek! |

A darab a képzeletbeli, a török hódoltságból frissen osztrák fennhatóság alá került Simon Ferenc Nevelőintézet és Szakmunkásképzőben játszódik, ahol éppen újraválasztják az igazgatót, Rázga Erzsébetet. Egyetlen vetélytársa volt, Kiss Gabriella, aki csak azért indult a posztért, hogy úgy tűnjön a diákoknak, van választási szabadságuk. Mivel Kiss Gabriellára túl sokan voksoltak, Rázga igazgatónő elfordul tőle.
Az iskola nagy változásokon megy keresztül, a keleti szokásokat (turbán, fejkendő, Allah dicsérete, testi fenyítés) felváltják a nyugati normák (punk pólók, Jézus imádata). A tanárok nehezen alkalmazkodnak, látszólag elfogadják a változásokat, az igazgatónő például a testi fenyítés helyett lelkileg sanyargatja a diákokat, de a valóságban őrzik a régi szokásokat, Rázga Erzsébet például továbbra is lehallgatja az egész intézményt. Kiss Gabriella betegszabadságáról férfiként, Gabi bácsiként tér vissza, és a gyerekek őt választják igazgatónak.
A helyzet azonban nem változik, mert az egykori lázadók ugyanolyan akarnokok lesznek a hatalomban, mint amilyenek elődeik voltak. Az iskolába egy török menekült érkezik, akit kifosztanak, végül büntetésből „sós kútba vetnek”. Meggyilkolása Gabi bácsi igazgatóságának végét jelenti, és helyébe az iskola egyik diákja lép.
|  | Itt a vége a cselekmény részletezésének! |

## A darab
Pintér Béla darabjának középpontjában a hatalomgyakorlás áll. Az iskola az ország, amelynek tanulóit (állampolgárait) az aktuális igazgató (hatalom) tudatlanságban tartja, látszatintézkedésekkel félrevezeti, kihasználja. A vezetés, hol a Kelettel, hol a Nyugattal barátkozik, attól függően, honnan vár segítséget. A szereplők mind archetípusok: despoták, megalkuvók, talpnyalók, karrieristák, akik igazodnak, ügyeskednek, kibekkelnek és reménykednek.
„Pintér sosem nyíltan politizál, hanem az ellentétes világok összeütköztetése révén próbálja feltárni a különböző problémák gyökerét. Jelenesetben azt a libikókázást, mely leginkább jellemző a Simon Ferenc Nevelőotthonra és vele együtt a magyar állami gépezetre” – írta kritikájában Antal Klaudia.
A Fácántánc tulajdonképpen a rendszerváltozás utáni Magyarország Pintér Béla értelmezésében. Konkrét „idézetként” megelevenedik például Gyurcsány Ferenc őszödi beszéde és a menekültet felrúgó László Petra. A darab keserű képet fest a magyar politikai életről, a hatalomgyakorlásról.

## Bemutató
A 2015. október 24-ei bemutatót Pintér Béla rendezte, a dramaturg Enyedi Éva volt. A szerző mellett Csákányi Eszter, Tokai Andrea, Stefanovics Angéla, Thuróczy Szabolcs, Krausz Gergő, Szabó Zoltán és Szakács Zsuzsa lépett fel.